# Johan Rudebeck
Paul Gösta Philip Johan Rudebeck, född 21 april 1959 i Stockholm, är en svensk skådespelare. Han gjorde huvudrollen i Evil Ed, men har också medverkat i Sleepwalker.

## Filmografi
- 1995 – Evil Ed (huvudroll)[3]
- 1999 – Gunnar Rehlin – en liten film om att göra någon illa (endast röst)[4]
- 2000 – Sleepwalker[5]
- 2024 – Sankta Lucia

## Teater

### Roller
| År   | Roll              | Produktion                                     | Regi         | Teater                            |
| ---- | ----------------- | ---------------------------------------------- | ------------ | --------------------------------- |
| 1991 | Claudius          | Hamlet William Shakespeare                     | Peter Böök   | Spegelteatern på Gripsholms slott |
| 2021 | Bretodeau Raphael | Amélie Dan Messé, Nathan Tysen och Craig Lucas | Markus Virta | Östgötateatern                    |

## Kuiriosa
Johan Rudebeck är sedan 2023 hedersledamot av Göteborgs nation, Uppsala.